# Șcitkî (Pîsarivka), Vinnîțea
Șcitkî (în ucraineană Щітки) este un sat în comuna Pîsarivka din raionul Vinnîțea, regiunea Vinnița, Ucraina.

## Demografie
Componența lingvistică a localității Șcitkî
     Ucraineană (97,55%)
     Rusă (2,28%)
     Alte limbi (0,08%)
Conform recensământului din 2001, majoritatea populației localității Șcitkî era vorbitoare de ucraineană (97,55%), existând în minoritate și vorbitori de rusă (2,28%).